# Władimir Gołowanow (funkcjonariusz)
Władimir Aleksiejewicz Gołowanow (ros. Владимир Алексеевич Голованов, ur. 1903 w Saratowie, zm. 1956 w Moskwie) – funkcjonariusz radzieckich służb specjalnych, pułkownik.

## Życiorys
1915 skończył szkołę podstawową w Saratowie, a 1921 szkołę dla dorosłych 2 stopnia w Woroneżu, od października do 1 listopada 1920 kontroler wydziału cenzury wojennej Czeki w Woroneżu, od 1 listopada 1920 do 19 lutego 1921 cenzor woroneskiej gubernialnej Czeki. Od 19 lutego do 6 kwietnia 1921 kontroler woroneskiej gubernialnej Czeki, od 6 kwietnia 1921 do 1 grudnia 1922 starszy cenzor woroneskiej gubernialnej Czeki/woroneskiego gubernialnego oddziału GPU, później był funkcjonariuszem partyjnym, a od września 1929 do maja 1933 studiował w Instytucie Chemiczno-Technologicznym w Woroneżu. Od 9 maja 1933 do 5 września 1934 pełnomocnik Oddziału 3 Wydziału Ekonomicznego Sektora Operacyjnego GPU/NKWD w mieście Kozłow (obecnie Miczuryńsk), od 5 września 1934 do 1 czerwca 1937 pełnomocnik i pełnomocnik operacyjny Oddziału 1 Wydziału Ekonomicznego/Wydziału 3 Zarządu Bezpieczeństwa Państwowego (UGB) Zarządu NKWD obwodu woroneskiego, od 2 marca 1936 młodszy porucznik bezpieczeństwa państwowego. Od 1 czerwca do 1 listopada 1937 szef Oddziału 2 Wydziału 3 UGB Zarządu NKWD obwodu woroneskiego, od 1 listopada do 28 grudnia 1937 pełnomocnik operacyjny Oddziału 8 Wydziału 3 GUGB NKWD ZSRR, od 28 grudnia 1937 do 1 stycznia 1939 pełnomocnik operacyjny Oddziału 14 Wydziału 3 GUGB NKWD ZSRR, 8 kwietnia 1938 mianowany porucznikiem bezpieczeństwa państwowego. Od 1 stycznia do 4 września 1939 pomocnik szefa Sekcji Śledczej NKWD ZSRR, 25 lutego 1939 awansowany na kapitana bezpieczeństwa państwowego, od 4 września 1939 do 26 lutego 1941 zastępca szefa Sekretariatu NKWD ZSRR, od 26 lutego do 31 lipca 1941 szef Sekretariatu NKGB ZSRR, od 7 sierpnia do 5 grudnia 1941 szef Wydziału 7 Zarządu Ekonomicznego NKWD ZSRR, od 5 grudnia 1941 do 16 maja 1943 szef Wydziału 3 Zarządu Ekonomicznego NKWD ZSRR, 13 listopada 1942 awansowany na majora bezpieczeństwa państwowego, a 14 lutego 1943 pułkownika bezpieczeństwa państwowego. Od 16 maja 1943 do 15 czerwca 1946 szef Wydziału 10 Zarządu 2 NKGB/MGB ZSRRT, od 15 czerwca 1946 do 25 grudnia 1951 szef Wydziału "2-Ł" 2 Głównego Zarządu MGB ZSRR, od 25 grudnia 1951 do 16 sierpnia 1952 szef Wydziału 12 2 Głównego Zarządu MGB ZSRR, od 16 sierpnia 1952 do 17 marca 1953 szef Wydziału 10 2 Głównego Zarządu MGB/MWD ZSRR. Od 17 marca do 14 maja 1953 szef Wydziału 15 1 Głównego Zarządu MWD ZSRR, od 24 czerwca 1953 do 12 lutego 1954 zastępca szefa Wydziału 12 1 Głównego Zarządu MWD ZSRR, następnie zwolniony z MWD z powodu wieku.

## Odznaczenia
- Order Czerwonego Sztandaru (1 czerwca 1951)
- Order Czerwonej Gwiazdy (dwukrotnie - 1942 i 30 kwietnia 1946)
- Order „Znak Honoru” (26 kwietnia 1940)
- Odznaka "Zasłużony Funkcjonariusz NKWD" (19 grudnia 1942)

I 5 medali.